# Paspalum rugulosum
Paspalum rugulosum är en gräsart som beskrevs av Osvaldo Morrone och Fernando Omar Zuloaga. Paspalum rugulosum ingår i släktet tvillinghirser, och familjen gräs. IUCN kategoriserar arten globalt som sårbar. Inga underarter finns listade i Catalogue of Life.